# Максым
Максым или жарма — киргизский национальный прохладительный напиток, имеющий и другие названия (ачыма, ачыган кожо и другие). Изготавливался раньше в основном из ячменя, а также из кукурузы, пшеницы и проса, в зависимости от того, где какие злаки культивировались. Имеется много разновидностей технологии приготовления, из-за чего максым, изготовленный десятью хозяйками в одном и том же селе, отличался десятью разными вкусовыми оттенками.

## Промышленное производство

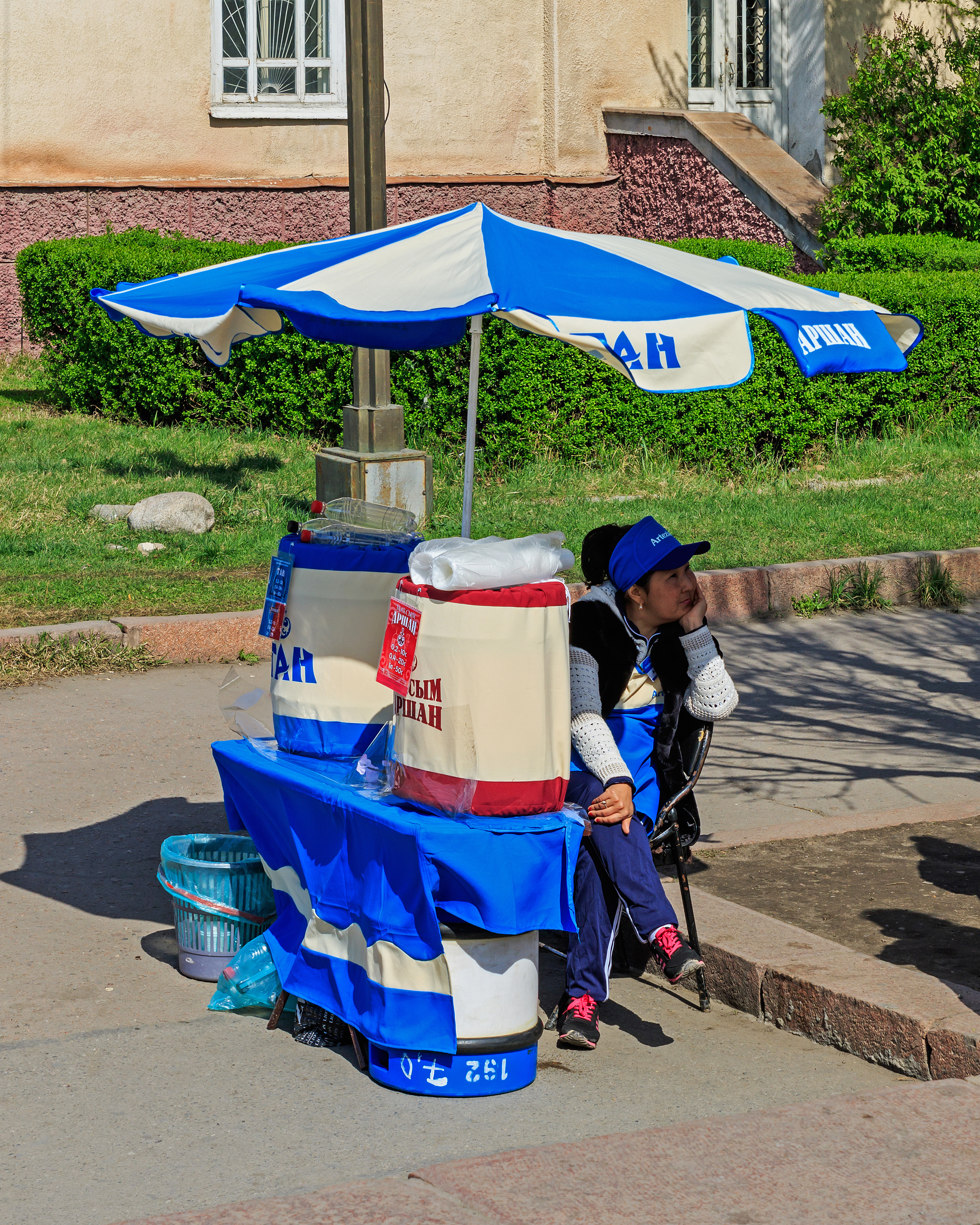
Продажа бочкового максыма и тана в Бишкеке

В годы Советской власти этот народный напиток изготовлялся и употреблялся исключительно в семейном кругу. Промышленным способом напиток стал изготовляться в начале 90-х годов компанией «Шоро». Ввиду отсутствия промышленного опыта и тем более литературы за разработку промышленной технологии приготовления напитка взялся президент компании Табылды Эгембердиев. Максым промышленного изготовления несколько отличается от традиционного домашнего. Он имеет более тёмный оттенок и горьковатый привкус. На данный момент максым промышленного изготовления реализуется в летний сезон в разливном виде из бочонков, а также и в ПЕТ-бутылках.

## Полезные свойства
Максым обладает следующими полезными свойствами:
- хорошо утоляет жажду и голод
- обладает тонизирующими и лечебными свойствами[1]

## Состав и способ приготовления
Старинный прохладительный напиток максым готовят из пшеничного, ячменного или кукурузного толокна (талкан). Иногда ячменный талкан смешивают с кукурузным или пшеничным. Самый лучший по качеству максым получается из ячменного талкана. Максым, приготовленный из него, хорошо бродит, толокно в нём не оседает и, самое главное, он приятен на вкус. В зависимости от того, какой талкан используется для приготовления максыма, его называют по-разному, ячменный максым, пшеничный максым и т. д. Чтобы приготовить максым необходимые следующие продукты:
- Толокно — 200 г.
- Вода — 4—6 литров
- Мука пшеничная — 50—60 г.
- Закваска (ранее приготовленный максым, кумыс, пиво) — 250—300 г.
- Соль по вкусу

Воду нагреть, помешивая, всыпать толокно, размешать, чтобы не было комочков, посолить, варить до готовности.
Снять с огня, остудить до 20-25 градусов время от времени помешивать, затем вылить в посуду с закваской, всыпать, помешивая, муку. Поставить в тёплое место, накрыть чем-нибудь. Через 8—10 часов максым будет готов. При подаче его необходимо тщательно размешать. Примечание: максым нужно готовить каждый день. В качестве закваски можно использовать максым, приготовленный в предыдущий день, кумыс, пиво. Чтобы закваска не теряла силу, желательно через каждые 2-3 дня варить максым с добавлением 500—600 г. молока или кумыса

## Химические компоненты
Максым содержит следующими компоненты:
- В1 — тиамин — укрепляет нервную систему, повышает тонус организма, рекомендуется при радикулитах, невралгии, язвах. Грубоволокнистая структура клетчатки овсяных отрубей напитка очищает пищеварительный тракт;
- В2 — рибофлавин — поддерживает в норме зрение, участвует в синтезе гемоглобина, в окислительно-восстановительных процессах;

С — аскорбиновая кислота — укрепляет стенки сосудов, улучшает регенерацию ткани и свертываемость крови, нормализует проницаемость капилляров, быстро и эффективно восстанавливает силы;
- РР — никотиновая кислота — уменьшает холестерин в крови, оказывает сосудорасширяющее действие, обладает противоаллергическими свойствами, дает положительный эффект при диабетах, печени, сердца, стабилизирует работу желудка при гастритах и язвах.

Готовый к употреблению напиток имеет серовато-пшеничный цвет и приятный вкус с ароматным запахом обжаренного зерна. На новый рецепт получен Государственный патент. Этот напиток полезен всем: взрослым и детям. Максым называют жидким хлебом, который можно пить с детства и до глубокой старости. Он рекомендован к употреблению Министерством здравоохранения Кыргызской Республики и Институтом питания Академии наук Казахской Республики как безалкогольный, питательный, тонизирующий и оздоровительный напиток. В Кыргызстане максым был и остаётся одним из самых популярных прохладительных напитков.